# Verbannung
Eine Verbannung (auch Stadt-, bzw. Landesverweisung) – rechtshistorisch abgeleitet aus der Banngewalt des Königs – ist die Verweisung einer Person aus ihrer gewohnten Umgebung oder angestammten Heimat. Anders als das Exil ist die Verbannung niemals freiwillig, sondern Folge eines andauernden autoritativen Zwangs, der den Betroffenen die Rückkehr verwehrt oder ihre Freizügigkeit beschränkt.
Die Verbannung erscheint in den frühesten deutschen Rechtsaufzeichnungen als Beugemittel für säumige Schuldner oder Angeklagte sowie als Mittel zur Beendigung von Fehden. Seit dem Hochmittelalter tritt sie in Form der Stadtverweisung („Verfestung“) hervor und wurde als polizeiliche Maßnahme auch gegenüber unerwünschten Fremden wie Fahrenden oder Juden praktiziert. Häufigen Gebrauch von der Verbannungsstrafe machten die mittelalterlichen und frühneuzeitlichen Gerichte. In den frühen europäischen Strafkodifikationen des 15. und 16. Jahrhunderts ist die Verbannung häufig als Gnadenstrafe anstelle der Todesstrafe vorgesehen. Der mit Verbannung Bestrafte musste einen Eid ablegen, nicht wieder zurückzukehren.
Mitunter bleibt der Verbannte auch innerhalb des Herrschafts- oder Einflussbereichs derjenigen, die die Verbannung ausgesprochen haben, etwa in einer Strafkolonie oder abgelegenen Gegend des Landes. In der Geschichte praktizierten verschiedene Mächte wie das zaristische Russland beziehungsweise ab 1920 die Sowjetunion, Großbritannien und Frankreich die Verbannung von Delinquenten in großem Maßstab, oft auch zum Zwecke der Kolonisierung abgelegener oder weit entfernter Gebiete (Sibirien, Australien, Französisch-Guayana). Als Kriminalstrafe ist die Verbannung seit Ende des 17. Jahrhunderts aus den Rechtsordnungen des deutschsprachigen Raums verschwunden. In Frankreich wurde sie offiziell erst 1994 abgeschafft, allerdings schon zuvor wegen Verstoßes gegen Artikel 3 der Europäischen Menschenrechtskonvention nicht mehr verhängt.

## Bekannte Beispiele
- Verbannung durch Scherbengerichte im antiken Athen betraf u. a. Aristeides, Themistokles, Kimon und Thukydides.
- Verbannung des ehemaligen Konsuls Marcus Tullius Cicero durch die Volksversammlung aus Italien 58–57 v. Chr.
- Der Dichter Ovid wurde im römischen Reich nach Tomis im heutigen Rumänien verbannt.
- Zahlreiche Häretiker wurden im römischen Reich der Spätantike verbannt, beispielsweise Arius.
- El Cid wurde zweimal aus dem Königreich Kastilien verbannt.
- Sophie Dorothea von Braunschweig-Lüneburg war von 1694 bis 1716 auf Schloss Ahlden verbannt.
- Die dänische Königin Caroline Mathilde wurde im 18. Jahrhundert auf das Schloss Celle im Herzogtum Braunschweig-Lüneburg verbannt.
- Napoleons Verbannungen auf die Inseln Elba und St. Helena
- Der tschechische Journalist Karel Havlíček Borovský wurde von 1851 bis 1855 nach Brixen in Südtirol verbannt.
- Graf Archibald Douglas in der Ballade von Theodor von Fontane.
- Verbannung in Russland:
  - Katorga (Sträflingsverbannung) der Dekabristen und später Dostojewskis nach Omsk in Sibirien
  - Lenins Verbannung nach Schuschenskoje bei Abakan in Chakassien
  - Stalins Verbannung nach Turuchansk am Jenissej
  - Alexander Solschenizyns Verbannung nach Kasachstan
- Alfred Dreyfus war von 1895 bis 1899 auf die Teufelsinsel verbannt.
- Der letzte deutsche Kaiser Wilhelm II. verbrachte die Zeit nach seiner Abdankung als Internierter im niederländischen Exil.
- Kronprinz Wilhelm verbrachte fünf Jahre ohne Rückkehrmöglichkeit nach Deutschland im erweiterten Hausarrest auf der niederländischen Insel Wieringen (1918–1923).
- Der letzte österreichische Kaiser Karl I. wurde nach seinem Restaurationsversuch in Ungarn 1921 von den Siegesmächten auf die atlantische Insel Madeira verbannt.
- Verbannungen im italienischen Faschismus:
  - Carlo Levis autobiographischer Roman Christus kam nur bis Eboli thematisiert seine Verbannung 1935/36 nach Süditalien.
  - Cesare Paveses autobiographischer Roman Il carcere (dt. Die Verbannung) erzählt von seiner achtmonatigen Verbannung 1935 nach Kalabrien.
- Die aus Deutschland stammende Prinzessin Helena von Dänemark wurde im Zweiten Weltkriege für zwei Jahre aus Dänemark verbannt.